# 孫寶琦內閣
孫寶琦內閣成立於民國13年（1924年）1月12日，結束於同年7月2日。
孫寶琦內閣半年的施政有兩件大事：一是中國和蘇聯建交；二是向德國索賠成功。
不過孫寶琦自此至終都與曹錕的親信、財政總長王克敏不和。半年以來，自金佛郎案到德發債票案，雙方爭吵不斷。而曹錕又偏袒王克敏。執政後期，孫寶琦稍遷就王克敏，和他在德發債票案上合作。但是後來孫寶琦終於忍無可忍，在7月1日突然請辭，避居北京城郊。次日請辭獲批，由外交總長顧維鈞代理總理。

## 內閣成員
| 職位     | 姓名   | 備注                    |
| -------- | ------ | ----------------------- |
| 國務總理 | 孫寶琦 |                         |
| 外交總長 | 顧維鈞 |                         |
| 內務總長 | 程克   |                         |
| 財政總長 | 王克敏 |                         |
| 陸軍總長 | 陸錦   |                         |
| 海軍總長 | 李鼎新 |                         |
| 司法總長 | 王寵惠 | 沒有到任                |
| 司法總長 | 薛篤弼 | 代理                    |
| 教育總長 | 范源濂 | 沒有到任                |
| 教育總長 | 張國淦 | 署理，1924年1月25日到任 |
| 農商總長 | 顏惠慶 |                         |
| 交通總長 | 吳毓麟 |                         |